# 쓰시마-고토 단층
쓰시마-고토 단층(Tsushima-Goto fault zone)은 고토 열도 부근에서 시작해 대마도의 서쪽 해안을 지나 동해로 이어지는 북북동-남남서 방향의 단층이다.

## 개요
이 단층대는 한반도 동남부의 주요 구조선인 양산 단층대와 평행하게 배열되며 동해 확장을 주도한 울릉 분지의 서쪽 경계 단층인 동한 단층의 남쪽 연장으로 알려져 있고, 울릉 분지 중심부로 이어지며 스러스트 단층으로서 심한 횡압력을 받아 형성된 것으로 주로 주향 이동 운동을 한 것으로 보고되었다.

### 발달 과정
쓰시마-고토 단층대는 대마도에 나타나는 지질 구조와 밀접한 연관이 있다. 쓰시마-고토 단층대의 발달 과정은 다음과 같다.
- 후기 올리고세 : 동해의 확장이 시작되면서 대한해협 일원은 남북 내지 북북동-남남서 인장응력이 작동되어 지각의 신장과 분지의 초기 열개가 시작되었다.  이때 쓰시마-고토 단층대는 우수향 주향이동을 하였을 가능성이 높다.
- 전기 마이오세 (1600만 년 전까지) : 동해가 북서-남동으로 활발히 확장하기 시작한 전기 마이오세에 이르러 대한해협 일대의 인장(引長) 응력장이 북서-남동 방향으로 변화되었다. 이 응력은 대마도와 남쪽의 고토 섬 그리고 북쪽의 한반도 동남부 일원의 지각을 북서-남동으로 확장시키고 분지를 형성시켰으며, 이때 쓰시마-고토 단층대는 정단층으로 활동하였다.
- 중기 마이오세 (1500~1300 만 년 전): 필리핀해판이 북상하면서 일본 열도 남서부와 충돌하여 응력 반전이 일어나 대한해협에는 북북서 방향의 압축력이 누적되어 쓰시마-고토 단층대가 횡압축성 좌수향 주향 이동 운동을 하여 대마도와 고토 섬 등 단층대 인근 지괴들이 약 28° 반시계 방향으로 수평 회전되었다.

## 지진
이 단층에서는 2016년 울산 해역 지진 등 가끔 중규모의 지진이 발생한다. 2022년 9월 20일 동해에서 발생한 규모 4.6의 지진도 이 단층에서 발생한 것으로 추정된다.
지진이 발생한 곳은 울산에서 동쪽으로 144km 떨어진 일본 영해의 동해 먼바다입니다...(중략)...전문가들은 이번 지진이 원래 지진이 잦은 쓰시마-고토 단층에서 발생한 것으로 분석했습니다. 울산 앞바다에서 발생한 2016년의 규모 5.0 지진 역시 이 단층에서 발생한 지진입니다. 이번 지진도 규모가 작지 않기 때문에 당분간은 약한 여진이 이어질 것으로 보입니다. 문제는 해당 단층에서 더 큰 지진이 발생할 수도  있다는 점입니다.
[홍태경/연세대 지구시스템과학부 교수  : "해당 지역에서 발생했던 지진 기록들과 그 발생했던 기간을 종합해볼 때 해당 지역에서는 규모 7대의 지진들이 발생할 것으로 예상할 수 있습니다."]

특히 이 단층의 일부분은 상하로 이동하는 역단층으로 이뤄져 있어 강진이 발생하면 지진 해일의 가능성도 있습니다. 전문가들은 이 단층이 한일 양국의 영해에 걸쳐 있는 만큼 공동조사가 필요하다고 지적합니다.— 동해서 규모 4.6 지진…‘불의 고리’ 잇단 지진 영향? (KBS, 2022.9.20.)

## 같이 보기
- 한국의 단층
- 양산 단층
- 한국의 지진
- 한국의 지질